# Шопп
Шопп (нім. Schopp) — громада в Німеччині, розташована в землі Рейнланд-Пфальц. Входить до складу району Кайзерслаутерн. Складова частина об'єднання громад Кайзерслаутерн-Зюд.
Площа — 11,35 км2. Населення становить 1451 ос. (станом на 31 грудня 2020).

## Галерея

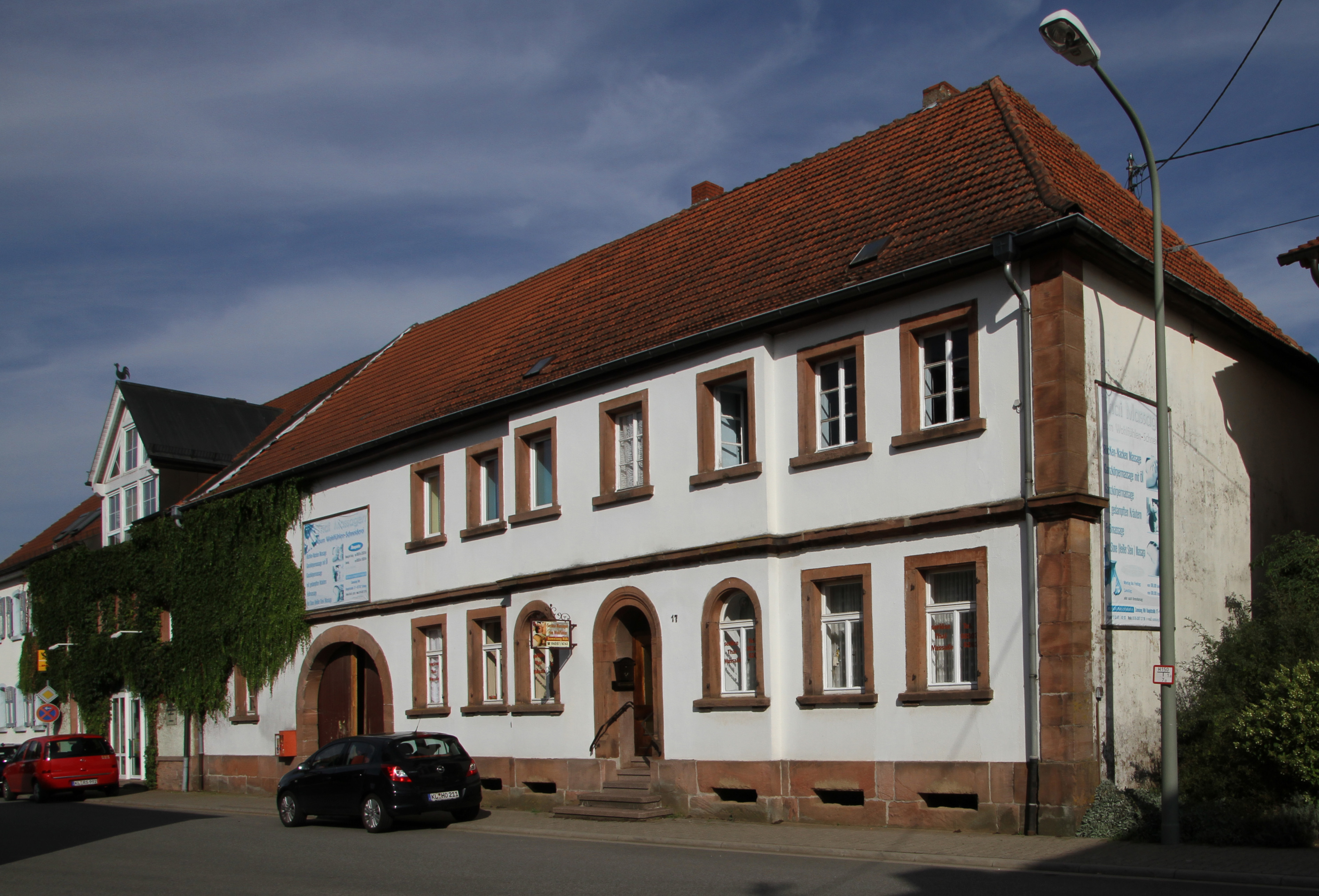
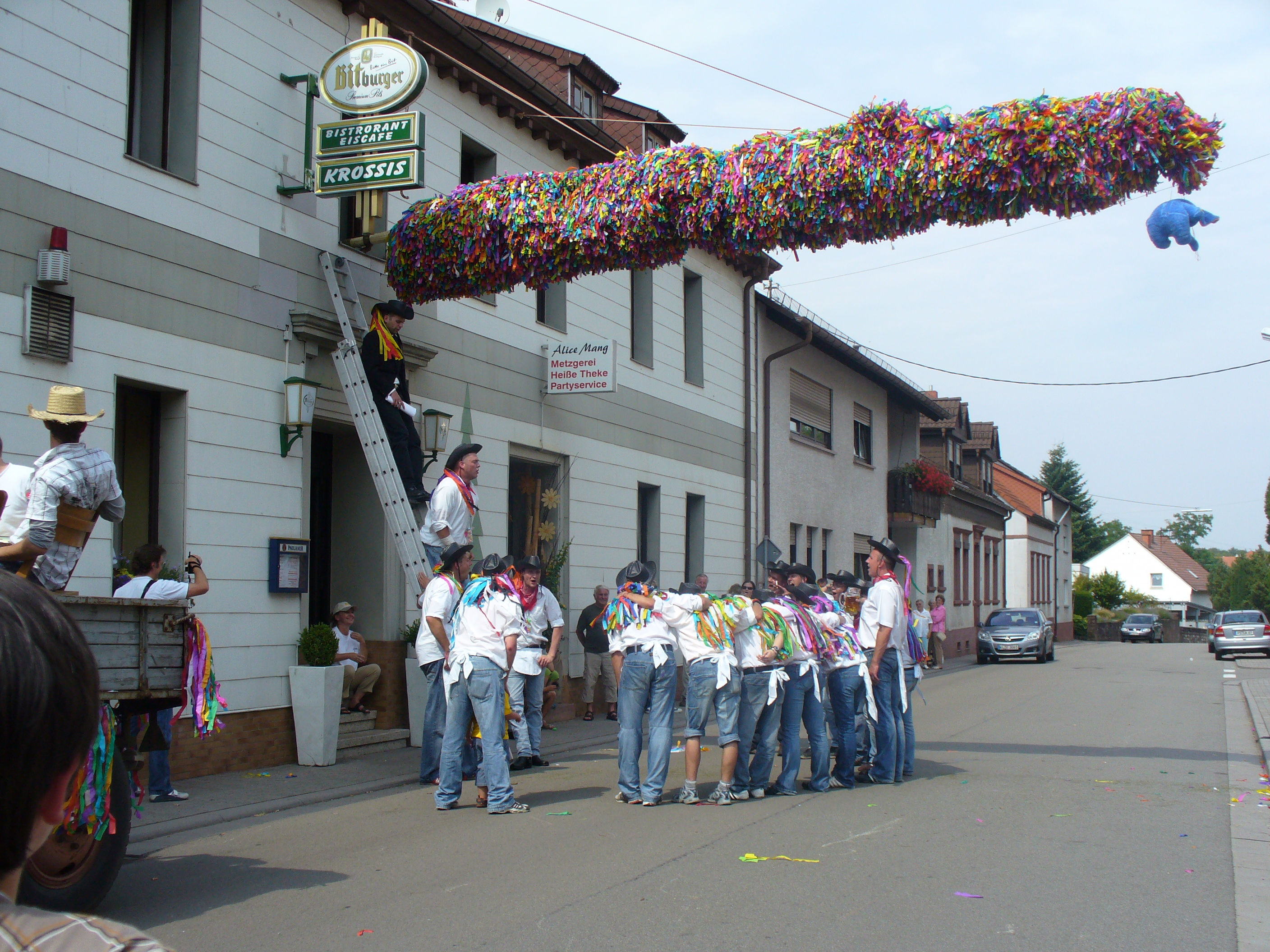